# كريس بورك
كريس بورك (بالإنجليزية: Chris Bourque)‏ هو لاعب هوكي الجليد أمريكي، ولد في 29 يناير 1986 في بوسطن في الولايات المتحدة.

## وصلات خارجية
- كريس بورك على موقع دوري الهوكي الوطني (الإنجليزية)
- كريس بورك على موقع قاعة مشاهير الهوكي (لاعب أن.إتش.أل) (الإنجليزية)
- كريس بورك على موقع الدوري الأمريكي لهوكي الجليد (الإنجليزية)
- كريس بورك على موقع EliteProspects.com (الإنجليزية)
- كريس بورك على موقع HockeyDB.com (الإنجليزية)
- كريس بورك على موقع Hockey-Reference.com (الإنجليزية)
- كريس بورك على موقع أوليمبيديا (الإنجليزية)